# Дустмухамедов, Дамир
Дами́р Вахи́дович Дустмухаме́дов (тадж. Дамир Дӯстмуҳаммадов; 6 августа 1941, Ташкент, Узбекская ССР — 9 апреля 2003, Душанбе, Таджикистан) — таджикский композитор и педагог. Заслуженный деятель искусств Таджикской ССР (1988).

## Биография
В 1970 году окончил Московскую консерваторию (профессор композиции Владимир Фере). С 1970 года преподаватель музыкально-теоретических предметов на факультете искусств Душанбинского педагогического института. В 1971 году становится редактором репертуарной коллегии Министерства культуры Таджикской ССР. В 1976 году становится директором Таджикского театра оперы и балета, а с 1980 года художественным руководителем Таджикской филармонии. С 1986 года председатель Союза Композиторов Таджикистана. Член КПСС в 1974—1991 годы.
Скончался 9 апреля 2003 года, похоронен на кладбище «Лучоб» в Душанбе.

## Сочинения
- опера «Проклятый народом» (1970, Душанбе)
- музыкальная драма «Мать ждала его» (1972, Душанбе)
- детская опера «Домик Заргуш-биби»[1] (1978, Душанбе; 2-я редакция «Приключения зайчихи и зайчат», 1980)
- опера «Золотой кишлак» (1981, Душанбе)
- опера «Встреча» (1982, Душанбе)
- опера «Всадники народа» (1984, Душанбе)
- поэма «Мать» для солиста, чтеца, хора и оpкестра (на стихи таджикских поэтов, 1967)
- поэма «Вечно живой» для солиста, хора и оркестра (на стихи Фархата, 1968)
- симфония № 1 («Пробуждение Востока») (1968, 2-я редакция 1973)
- симфония № 2 (1969)
- оркестровая сюита «Картинки Таджикистана» (1964)
- симфоническая поэма «Таджикистан» (1963)
- хореографическая сюита «Сёстры» (1972)
- концерт для скрипки с оркестром (1970)
- концерт для виолончели с оркестром (1966)
- симфония для струнного оркестра и литавр (1969)
- квартет (1965)
- «Полифоническое трио» для фортепиано, скрипки, и виолончели (1968)
- соната для фортепиано (1970)
- вариации для фортепиано (1967)
- «12 прелюдий» для фортепиано (1969)
- цикл «По страницам таджикских классиков» для голоса с фортепиано (на стихи Рудаки, Хайяма, Хафиза, Саади и других, 1966)

## Награды
- 1970 — премия Ленинского комсомола Таджикской ССР
- 1988 — Заслуженный деятель искусств Таджикской ССР
- 2000 — Государственная премия Таджикистана